# مقاطعة ويل (إلينوي)
مقاطعة ويل (بالإنجليزية: Will County)‏ هي إحدى المقاطعات في ولاية إلينوي في الولايات المتحدة الأمريكية.